# Xã Smyrna, Quận Pope, Arkansas
Xã Smyrna (tiếng Anh: Smyrna Township) là một xã thuộc quận Pope, tiểu bang Arkansas, Hoa Kỳ. Năm 2010, dân số của xã này là 187 người.